# モルグ街の殺人
「モルグ街の殺人」（モルグがいのさつじん、The Murders in the Rue Morgue）は、1841年に発表されたエドガー・アラン・ポーの短編推理小説。ポー自身が編集主筆を務めていた『グレアムズ・マガジン』4月号に掲載された。史上初の推理小説とされており、天才的な探偵と平凡な語り手、結末近くでの推理の披露、意外な犯人像など、以後連綿と続く推理小説のジャンルにおける原型を作り出した。密室殺人を扱った最初の推理小説とも言われている。
本作の素人探偵C・オーギュスト・デュパンは、半世紀後に出現するシャーロック・ホームズの原型となった探偵であり、デュパンが登場する続編として「マリー・ロジェの謎」（1842年-1843年）、「盗まれた手紙」（1845年）がある。

## あらすじ
パリに長期滞在している、名前が登場しない語り手は、ある日モンマルトルの図書館で、没落した名家の出であるC・オーギュスト・デュパンという人物と知り合う。語り手は、幅広い読書範囲と卓抜な観察力、分析力を持つデュパンにほれ込み、やがてパリの場末の古びた家を借りて一緒に住むことになる。デュパンは、ある晩、街を歩いているとき、語り手が何を考えていたかをズバリと言い当てて語り手を驚かせたが、その推理過程を聞くと非常に理にかなったものであった。
そんなとき、ある猟奇殺人の新聞記事が二人の目に止まる。「モルグ街」のアパートメントの4階で起こった事件で、二人暮らしの母娘が惨殺されたのだった。娘は首を絞められ暖炉の煙突に逆立ち状態で詰め込まれていた。母親は裏庭で見つかり、首をかき切られて胴から頭が取れかかっていた。部屋の中はひどく荒らされていたが、金品はそのまま。さらに奇妙なことに、部屋の出入り口には鍵がかかっており、裏の窓には釘が打ち付けられていて、人の出入りできるところがなかった。また多数の証言者が、事件のあった時刻に犯人と思しき二人の人物の声を聞いており、一方の声は「こら！」とフランス語であったが、もう一方の甲高い声については、ある者はスペイン語、ある者はイタリア語、ある者はフランス語だったと違う証言をする。

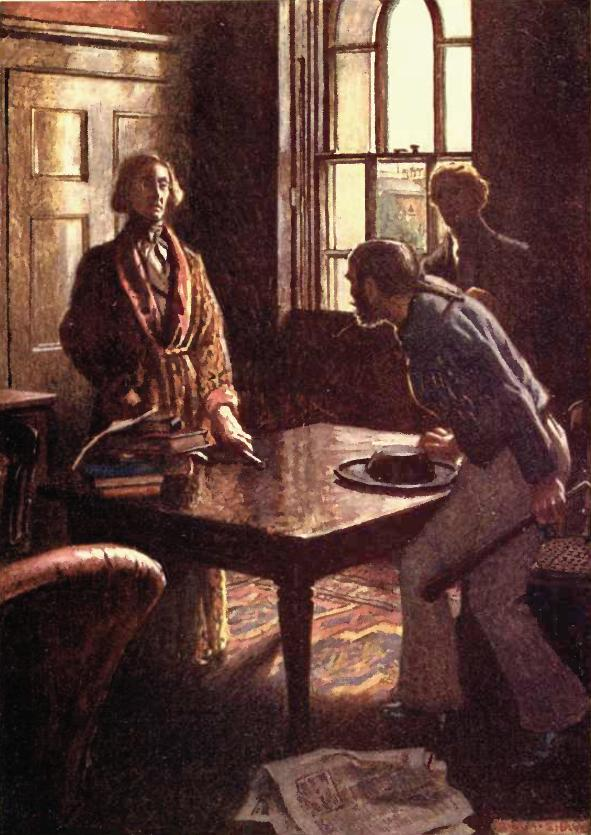
船乗りに殺害者のことについて聞きただすデュパン。バイアム・ショーによる挿絵、1909年

この謎めいた事件に興味をそそられたデュパンは、伝手で犯行現場へ立ち入る許可をもらい、独自に調査を行う。語り手は新聞に発表された以上のことを見つけられなかったが、デュパンは現場やその周辺を精査に調べ、その帰りに新聞社に寄ったのち、警察の表面的な捜査方法を批判しながら、語り手に自分の分析精神を交えつつ推理過程を語りだす。玄関の鍵は完全、秘密の抜け穴もない。煙突は通れない。表の窓は人目につかず出入りするのは無理。ならば犯人が逃げたのは裏の窓しかない。あとはこの裏の窓から逃げたということを証明するだけなのだ。裏の窓は釘で固定されているように見えたが、案の定、釘は中で折れていて実は窓は開くのだった。そしてその窓からやや遠くには避雷針が通っている。ならば犯人はこの避雷針を伝って出入りしたのに間違いない。さて、こんな危ない経路を通った超人的身のこなしと、なに語か分からぬ声と、金品の放置、意味不明に見える死体の残酷な扱いなどを考え合わせるとどうなるか？デュパンは現場に落ちていた毛を語り手に示し、犯人は人間でなくオランウータンだと結論づける。デュパンが先ほど新聞社に寄ったのは、「オランウータンを捕まえたので持ち主は名乗り出るように」との新聞広告を出すためであった。そこに1人の船乗りが現われ、珍獣として一儲けしようとボルネオで捕獲したオランウータンが逃げ出して、犯行におよんだことを白状する。

## 文学史上の功績
分析や推理を主題とした小説はポー以前にも存在し、例えばE.T.A.ホフマンの『スキュデリ嬢』(1819年)はときにポー以前の推理小説と言われることがあるが、推理小説・探偵小説（ポー自身は「推理物語（The tales of ratiocination)」と呼んでいた）の原型となったのは、「モルグ街の殺人」及びそれに続くポーの作品である。その筆名をポーから借りている江戸川乱歩は、もしポーが探偵小説を発明していなければ「恐らくドイルは生まれなかったであろう。随ってチェスタトンもなく、その後の優れた作家たちも探偵小説を書かなかったか、あるいは書いたとしても、例えばディケンズなどの系統のまったく形の違ったものになっていたであろう」と述べている。
「モルグ街の殺人」は、名探偵の人物像を初めとして、その後の推理小説におけるセオリーにあふれている。まずポーの創造した「天才的な探偵」は、アーサー・コナン・ドイルのシャーロック・ホームズにそのまま踏襲されて以来、現在に至るまで受け継がれており、クロフツが地道な捜査を旨とする「平凡探偵」を打ち出して例外を作るまでには80年の時を要した。また名探偵の活躍を報じる凡庸な人物というのも、シャーロック・ホームズに対するワトソンをはじめ、欠かせないものとなっている。名探偵の引き立て役として警察を愚鈍に描く、という約束事もこの作品にすでに現れている。そして「出発点の怪奇性」と「結末の意外性」という法則や、謎の解決のためのデータを真相開示までに読者に提示しておく「挑戦」の原則、密室を初めとする不可能犯罪とそれを可能とする「トリック」、推理を最終場面で一括して披露する形式、また作品全体に通底する衒学趣味など、いずれも「モルグ街の殺人」で描かれている。読者が「真犯人」を容疑者としてリストアップできないことや、「密室」の状況説明の不十分さなどが、現代の推理小説のルールからは外れているとの指摘もあるが、この作品を基に、ポーの死後、推理小説というジャンルが成立したのであるから、それは本末転倒の批判である。
「モルグ街の殺人」は発表当時、その新奇性から多くの賞賛を受けた。ペンシルベニアの『インクワイア』誌は当時「この作品はポー氏の才能を証し立てるものだ...その独創的な筆力と技術には並ぶところがない」と記している。しかし、ポー自身はフィリップ・ペンドルトン・クックへの書簡の中で、自分自身の達成を低く見積もっている。

## 執筆背景

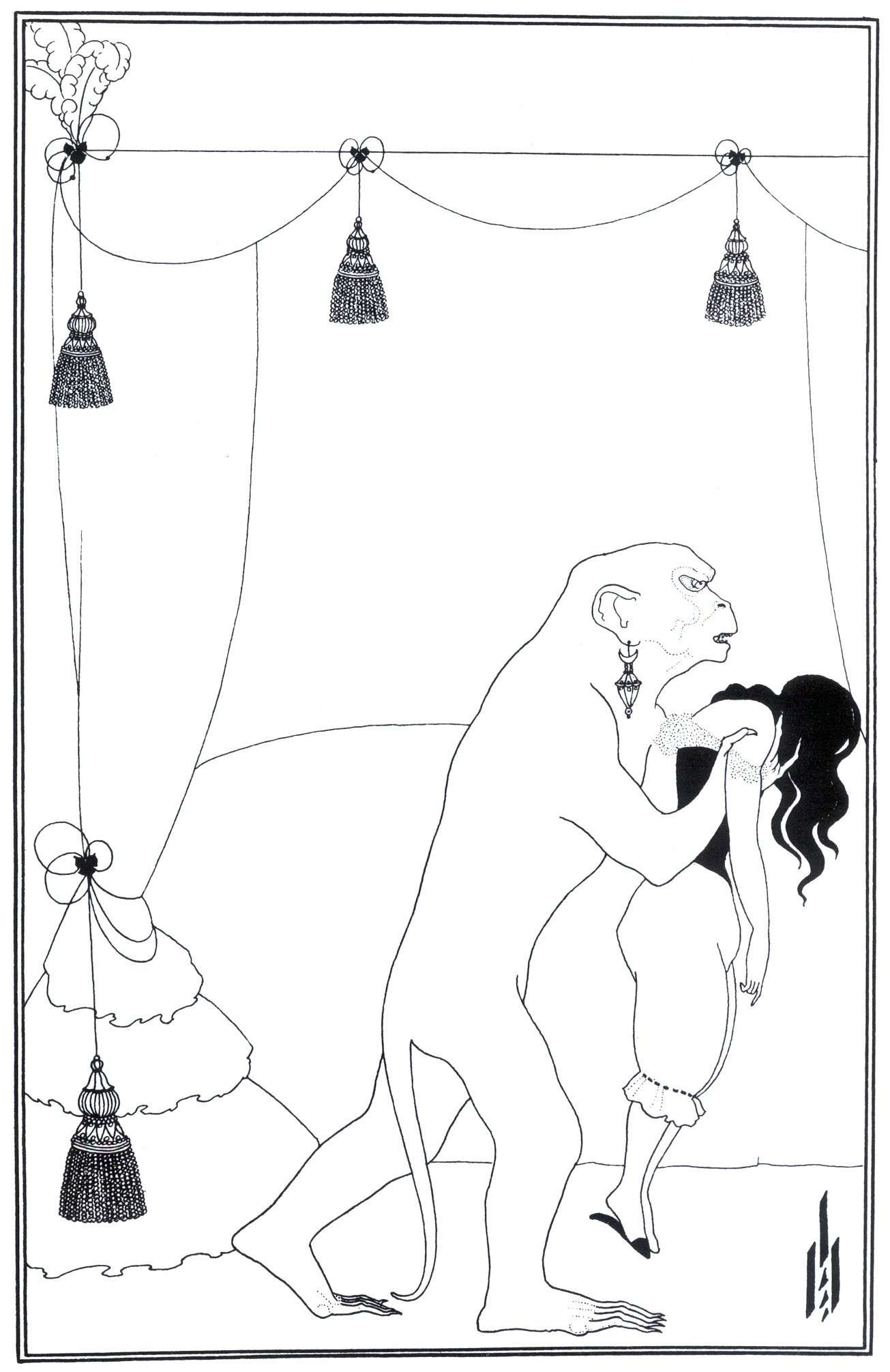
A・ビアズリーによる挿絵、1895年

ポーが「モルグ街の殺人」を書いた当時は、近代的な都市の発達に従い、犯罪が人々の興味の中心に据えられるようになった時期であった。ロンドンはこの時期に最初の専門的な警官隊の体制を整えていたし、アメリカ合衆国の諸都市では警察の科学的な捜査が注目され、殺人事件と犯罪者の裁判の記事が各紙で読者をひきつけるようになっていた。ポーはおそらくフィラデルフィアにおける生活の中で都市をテーマとすることを着想し、このテーマは「モルグ街の殺人」で確立された後、「群集の人」など以後の作品にも繰り返し使われることになった。また「モルグ街の殺人」以前にも、ポーはエッセイ「メルツェルの将棋指し」や、短編「週に三度の日曜日」など、分析を主要なモチーフとした作品を書いており、「モルグ街」はこれらの要素をさらに推し進めて書かれたのだと考えられる。
作中の「真犯人」については、1839年7月にフィラデルフィアのマソニック・ホールで行なわれたオランウータンの展示における人々の反応から着想を得たものらしく、1839年の「飛び蛙」では再びオランウータンと殺人の要素が組み合わされて描かれている。また探偵役の「デュパン」の名は、1828年に「バートン・ジェントルマンズ・マガジン」に掲載された「フランスの警察庁長官ヴィドックの人生から、いまだ出版されざる一事件」という作品に登場する「デュパン」という人物から取られたものと考えられる。この作品は「モルグ街」と内容の共通点は少ないものの、やはり分析を得意とする人物を扱っており、また殺人の犠牲者が首を刈られて胴体から取れかかっている、という細部の一致点もある。なお「モルグ街の殺人」ではデュパンがヴィドックを名指しし「洞察力もあるし忍耐力もある男なんだが、思考訓練をきちんと受けていないがために、調査を厳密に行なえば行なうほど間違った結論に達してしまう」と述べる場面がある。

## 出版史
ポーはもともとこの作品に「トリアノン街の殺人」というタイトルを予定していたが、より「死」のイメージに近づけるために死体安置所の意味がある「モルグ」に改題した。「モルグ街の殺人」は、ポー自身が編集を行なっていた『グレアムズ・マガジン』1841年4月号に初めて掲載された。この作品に対する原稿料は56ドルであり、これはポーの代表詩「大鴉」の稿料が9ドルだったことを考えると破格の値段である。のち1843年に、ポーは自作を小冊子のシリーズにして出版することを思いついた。しかしポーが印刷したのは結局「モルグ街の殺人」一冊のみであり、この小冊子ではどういうわけか風刺的な作品「使いきった男」と抱き合わせで印刷され、12セント半の値段で売り出された。この版では "too cunning to be acute"（鋭くあろうとするにはあまりに賢しすぎる）という語句が "The Prefect is somewhat too cunning to be profound"（警視総監は深遠であろうとするには少々賢しすぎるところがある） という語句に変えられているなど、『グレアムズ・マガジン』掲載のものから52箇所の変更が施されている。「モルグ街の殺人」はまたワイリー・アンド・パトナムズ社から発行されたポーの作品集『物語集』にも収録されたが、ポーはこの作品集での作品の選択には関わっていない。
「モルグ街の殺人」の続編「マリー・ロジェの謎」は1842年から1843年にかけて発表された。しかしこの作品は「続・モルグ街の殺人」というサブタイトルを持っていたものの、デュパンが探偵役として登場すること、またパリが舞台であるということ以外には前作とほとんど共通点はない。その後デュパンは「盗まれた手紙」で再登場しており、この作品をポーは1844年のジェイムズ・ラッセル・ローウェル宛ての書簡において「おそらく私の推理物語のうちで最高の作」と述べている。
『グレアムズマガジン』掲載時に使われた「モルグ街の殺人」の草稿は使用済みとしてゴミ箱に捨てられたが、事務所の徒弟であったJ.M.ジョンストンが拾って持ち帰り、安全を期して父親のもとに預けていた。この草稿は音楽の本の間に挟まれて保存されており、3度の火災を切り抜けてジョージ・ウィリアム・チャイルズにより購入され、1891年にチャイルズによりドレクセル大学に寄贈された。なおチャイルズは1875年に、ボルティモアでポーの新しい墓碑が設立された際にも650ドルの寄付を行なっている。
「モルグ街の殺人」はポーの最も早い時期にフランス語に翻訳された作品のうちの一つである。最初に1846年6月11日から13日にかけて、「裁判所の記録にも前例がない殺人事件」と題した翻案作品がパリの新聞『ラ・コティディエーヌ』に掲載されたが、原作者ポーの名は紹介されておらず、街の名も主要人物の名も変えられている(例えば「デュパン」は「ベルニエ」になっている)。1846年10月12日にはやはりポーの名を出さずに「血腥い事件」のタイトルで『ル・コメルス』に掲載された。『ル・コメルス』は『ラ・コティディエーヌ』からの盗用として非難されて裁判沙汰になり、このとき世論によってようやく原作者ポーの名が明らかになった。

### 日本語訳
日本では1887年（明治20年）に、饗庭篁村によって「ルーモルグの人殺し」として初めて翻訳（翻案）された（『読売新聞』12月14日、23日、27日）。篁村は同年11月に「黒猫」の翻訳も発表しており、これが日本におけるポー作品の初の翻訳紹介となった。ただし、これは外国語が苦手であった篁村が友人の口訳をもとにして書いたもので原文に必ずしも忠実ではない。その後長田秋濤による、フランス語訳を参照したらしい意訳「猩々怪」（『文藝倶楽部』1899年10月）や、深沢由次郎の未完の訳「凍絶愴絶 モルグ町の惨殺事件」（『英語青年』1909年1月）など不完全な訳が続き、大正に入ってからは森鷗外（森林太郎）が「病院横町の殺人犯」としてドイツ語からの重訳を行なっている（『新小説』1913年2月）。
2010年現在は以下に収録のものが入手しやすい。
- 丸谷才一訳 『ポー名作集』 中公文庫、1973年/2010年改版
- 中野好夫訳 『黒猫・モルグ街の殺人事件 他5編』 岩波文庫、1978年
- 小川高義訳 『黒猫・モルグ街の殺人』 光文社古典新訳文庫、2006年
- 巽孝之訳 『モルグ街の殺人・黄金虫』 新潮文庫、2010年

## 翻案

### 映画化作品

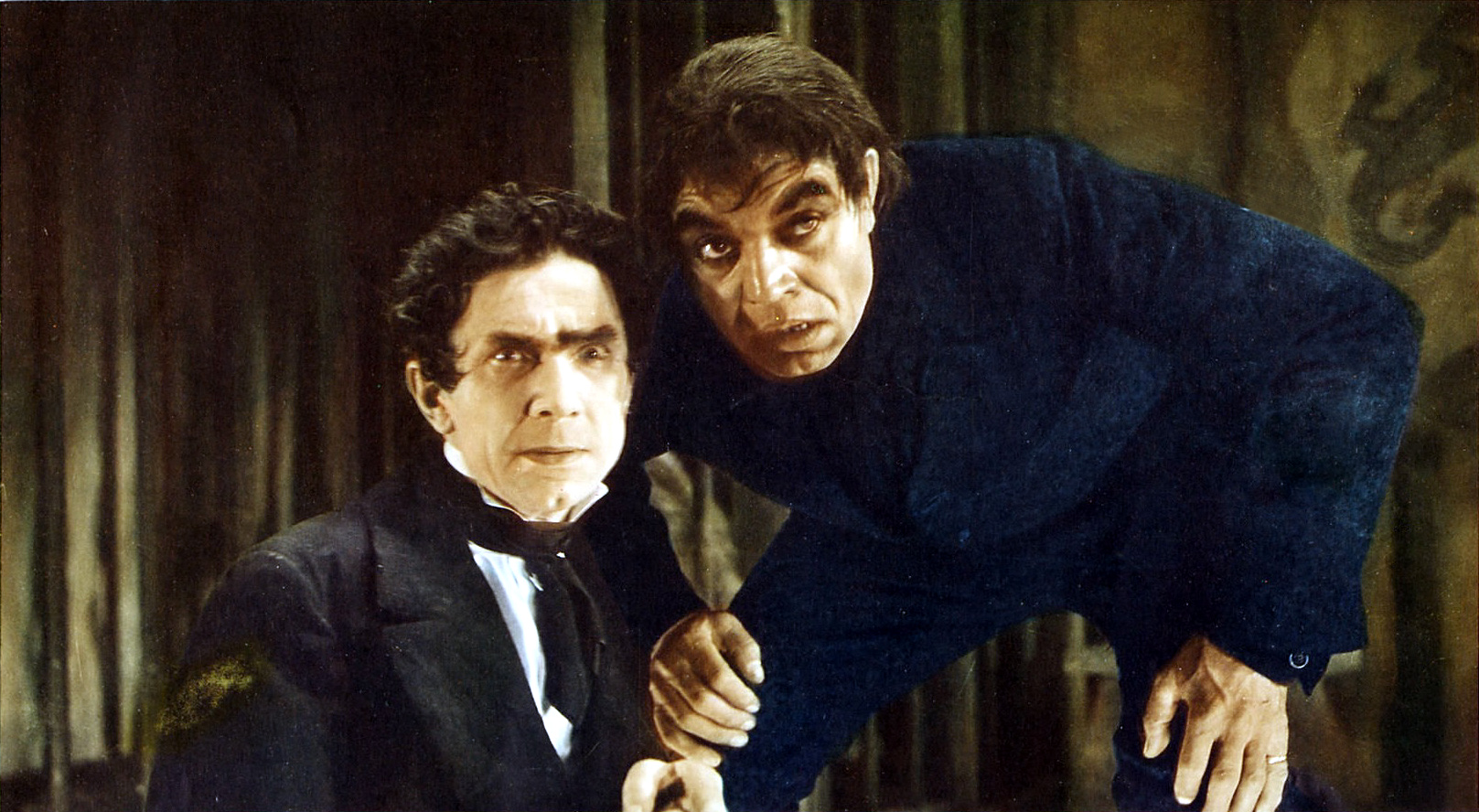
モルグ街の殺人 1932

- シャーロック・ホームズと大殺人事件の謎（Sherlock Holmes in the Great Murder Mystery、1908年、米、モノクロ・サイレント）
- モルグ街の殺人（Murders in the Rue Morgue、1932年、米、モノクロ） - ロバート・フローリー監督、ベラ・ルゴシ、チャールズ・ジェモラ出演
- 謎のモルグ街（Phantom of the Rue Morgue、1954年、米、カラー、3D映画） - ロイ・デル・ルース監督、カール・マルデン、スティーヴ・フォレスト出演
- モルグ街の殺人 (Murders in the Rue Morgue / Edgar Allan Poe's Murders in the Rue Morgue、1971年、米、日本劇場未公開） - ゴードン・ヘスラー監督、ジェイソン・ロバーズ、ハーバート・ロム、クリスティーネ・カウフマン出演
- モルグ街の殺人（The Murders in the Rue Morgue、1986年、米、テレビ映画、日本劇場未公開） - ヤノット・シュワルツ監督、ジョージ・C・スコット、レベッカ・デモーネイ出演

### その他
- イギリスのヘヴィメタルバンドアイアン・メイデンのアルバム『キラーズ』（1981年）に「モルグ街の殺人」と題する曲がある。
- 2013年、設定を現代の日本に置き換えた舞台作品『Moonlight Rambler 〜月夜の散歩人〜』（主演：本郷奏多）が日本で制作・上演された[30]。
- 美少年シリーズ - 12巻は『モルグ街の美少年』。当シリーズのタイトルは江戸川乱歩の作品名から取られている。